# Acrobunus thorelli
Acrobunus thorelli is een hooiwagen uit de familie Epedanidae. De wetenschappelijke naam van Acrobunus thorelli gaat  terug op Banks in 1930.